# Lebenslänglich (Film)
Lebenslänglich (Originaltitel: Life) ist eine US-amerikanische Tragikomödie von Ted Demme aus dem Jahr 1999. Die Hauptrollen in dem Buddy- und Gefängnisfilm, der auch die rassistischen Verhältnisse in den amerikanischen Südstaaten der Jim-Crow-Ära thematisiert, spielten Eddie Murphy und Martin Lawrence.

## Handlung

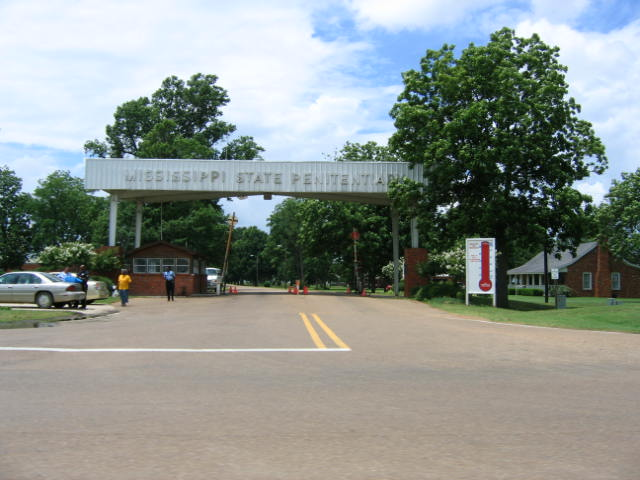
Mississippi State Penitentiary

Ray Gibson und Claude Banks treffen im Harlem der 1930er Jahre in einem Nachtclub aufeinander.
Da Claude seine Rechnung nicht bezahlen kann, steht er beim Besitzer des Clubs in der Kreide und muss mit Ray zusammen Alkohol von Mississippi bis nach New York schmuggeln. Doch beide werden irrtümlicherweise wegen eines Mordes verhaftet, der ihnen vom örtlichen Sheriff angehängt wurde, und zu lebenslänglich verurteilt.
Im Gefängnis lernen sie viele Mithäftlinge kennen und versuchen auf jede mögliche Art zu entkommen, doch es gelingt nicht.
So kommt es mehrmals zum Bruch zwischen Ray und Claude, aber auch immer wieder zur Versöhnung.
Erst nach 65 Jahren entwickelt Claude dann den perfekten Ausbruchsplan und beide Männer können unbemerkt fliehen.

## Kritiken
Roger Ebert schrieb in der Chicago Sun-Times vom 16. April 1999, dass die Komödie „seltsam“, „sentimental“ und „witzig“ sei. Er lobte die Darstellungen von Eddie Murphy und Martin Lawrence, die sehr überzeugend wirken würden. Die Charaktere von Rayford Gibson und Claude Banks könne man mögen.
Desson Howe lobte in der Washington Post vom 16. April 1999 das Drehbuch und die Regie.
Das Lexikon des internationalen Films urteilte: „Oberflächliche und uninspirierte Komödie, die die tragischen Dimensionen und gesellschaftskritischen Ansätze des Sujets an die Klischees des Buddy-Movies und Gefängnisfilms verrät. Nur dank der ausgezeichneten Maskenbildner gelingt es den beiden Hauptdarstellern, für einige Momente Anteilnahme zu wecken.“

## Auszeichnungen
- Rick Baker wurde im Jahr 2000 für das Make-Up für den Oscar nominiert.
- Der Song Fortunate gewann 2000 den BMI Film & TV Award und wurde für den Blockbuster Entertainment Award nominiert.
- Eddie Murphy und Martin Lawrence wurden 2000 für den Blockbuster Entertainment Award nominiert.
- Der Film wurde 2000 für den Image Award nominiert.

## Hintergrund
Die Dreharbeiten fanden in Kalifornien statt. Die Produktionskosten betrugen ungefähr 80 Millionen US-Dollar. Der Film brachte in den Kinos der USA 63,8 Millionen US-Dollar ein.